# Vooruitstrevende Hervormings Partij
De Vooruitstrevende Hervormings Partij (VHP), tot 1966 de Verenigde Hindostaanse Partij (VHP) en tot kort voor de verkiezingen van 1973 de Vatan Hitkari Partij (Partij ter Bevordering van het Nationaal Welzijn), is een politieke partij in Suriname. De VHP, die oorspronkelijk een Hindoestaanse politieke partij was, kent een grote aanhang in de districten Paramaribo, Wanica, Nickerie, Saramacca en Commewijne.
in 2011 trad Chan Santokhi aan als voorzitter van de partij. Onder zijn bestuur ontwikkelde de partij zich tot een multi-etnische politieke partij. Opiniepeilingen in 2020 van de IDOS vertonen steeds meer kiezers uit allerlei andere bevolkingsgroepen.
Het hoofdkwartier van de VHP is De Olifant, een terrein aan de Jagernath Lachmonstraat dat, in tegenstelling tot wat velen denken, eigendom is van Stichting De Olifant (en dus niet van de VHP). Het wetenschappelijk bureau van de partij is het Dr. Mr. Drs. Jnan Adhin Kennisinstituut (Jaki).

## Ontstaan en beginjaren
In de eerste jaren na de Tweede Wereldoorlog werden in Suriname meerdere politieke partijen opgericht zoals de katholiek creoolse PSV, de creoolse NPS en de Javaanse KTPI omdat in 1948 het census- en capaciteitskiesrecht voor mannen werd vervangen door een algemeen kiesrecht voor mannen en vrouwen.
De Verenigde Hindostaanse Partij (afgekort VHP) kwam in januari 1949 tot stand door een fusie van
- de in 1946 opgerichte Moslim Partij met als voorzitter het statenlid en notarisklerk Asgar Karamat Ali.
- de in 1947 opgerichte Hindostaans-Javaanse Politieke Partij met als voorzitter de praktizijn Jagernath Lachmon
- de in 1947 opgerichte Surinaamse Hindoe Partij met als voorzitter de hoofdonderwijzer dr. Jagesar Persad Kaulesar Sukul

### Eerste verkiezingen 1949
Voorzitter van de VHP werd Lachmon, hij zou in deze functie blijven tot zijn dood in 2001. Bij de eerste algemene verkiezingen van Suriname in mei 1949 was de zetelverdeling in de Staten van Suriname: dertien zetels voor de NPS, zes zetels voor de VHP en twee zetels voor de KTPI. Door het winner takes all principe dat bij die verkiezingen gold, kreeg de partij met de meeste stemmen in een district of kieskring alle zetels voor dat gebied. De NPS kreeg als winnaar van het district Paramaribo alle tien zetels voor Paramaribo. In het district Suriname met iets minder kiesgerechtigden dan in Paramaribo waren drie kieskringen die elk goed waren voor een zetel. De VHP kreeg in de districten Saramacca, Nickerie en Suriname elk twee zetels.

### Verbroederingspolitiek (VHP en NPS)
Bij de verkiezingen van 1951 was de uitslag in zetels hetzelfde als in 1949. De macht van de NPS werd pas gebroken toen de SDP, PSV, KTPI en Partij Suriname onder de naam Eenheidsfront in 1955 de verkiezingen won door dertien zetels te halen met zes voor de VHP en slechts twee voor de NPS. Omdat hiermee de NPS'ers Pengel en Rens geen statenlid meer waren bood Lachmon aan dat twee gekozen VHP'ers zich zouden terugtrekken om na een herverkiezing Pengel en Rens toch in de Staten terug te laten keren. Pengel ging op dit aanbod in en won zo alsnog een zetel in het district Saramacca. Dit was het begin van de verbroederingspolitiek tussen de VHP en de NPS.
In 1962 splitste de jongerenbeweging 'Actiegroep van de VHP' zich af en ging verder als de politieke partij Actiegroep.

## Naamsverandering in 1966: Vatan Hitkari Partij
In augustus 1966 werd de naam van de partij veranderd in Vatan Hitkari Partij (Partij ter Bevordering van het Nationaal Welzijn) waarbij met opzet de afkorting VHP bleef. Als onderdeel van deze heroriëntatie werd het accent verlegd van een besloten Verenigde Hindoestaanse Partij naar een voor ieder open Vatan Hitkari Partij: iedereen die de beginselen van de partij kon onderschrijven kon lid kon worden, ongeacht etnische afkomst.
In verband met de heroriëntatie werden de beginselen van de partij herschreven en als volgt vastgelegd op 14 augustus 1966:

### Manifest van de Vatan Hitkari Partij[4]
Algemene Beginselen
1. De partij huldigt het principe van een harmonische staatkundige, economische, sociale en culturele ontwikkeling van Suriname.
2. De partij onderschrijft het beginsel van de handhaving van de democratische rechtstaat en van de fundamentele rechten en menselijke vrijheden.
3. De partij onderschrijft het beginsel van vrijheid van politieke meningsuiting en partijvorming.

1. Op staatkundig gebied:
a. geleidelijke staatkundige ontwikkeling van het land naar volledige zelfstandigheid, met behoud van de nodige en/of noodzakelijke banden met de landen van het Koninkrijk.
b. versterking van de vriendschapsbetrekkingen met daarvoor in aanmerking komende landen buiten het Koninkrijk, in het bijzonder met de nabuurlanden en met de landen gelegen in het Caribisch gebied.

2. Op economisch gebied:
a. streven naar een evenwichtige economische ontwikkeling van het land.
b. verhoging van het nationaal inkomen en een rechtvaardige inkomstenverdeling.
c. zover mogelijk op de meest rationele wijze dienstbaar maken van alle natuurlijke hulpbronnen aan de economische ontwikkeling van het land.

3. Op justitieel gebied:
a. handhaving van de rechtszekerheid en van een onafhankelijke rechterlijke macht.
b. aanpassing van de wetgeving aan de behoeften van het Surinaamse volk in al zijn geledingen.

4. Op sociaal gebied:
a. bevordering van de goede samenwerking tussen de verschillende bevolkingsgroepen van Suriname.
b. erkenning van het recht op arbeid en van de zorg voor gebrekkigen en bejaarden.
c. zorg voor een goede gezondheidstoestand in het gehele land.

5. Op cultureel gebied:
a. gelijke kansen voor een ieder voor wat betreft het ontvangen van onderwijs en ontwikkeling.
b. vrijheid van culturele uitingen en manifestaties, die zoveel mogelijk gericht zijn op de bevordering van een nationale Surinaamse cultuur.
c. vrijheid van geloofsbelijdenis, godsdienstuitoefening en godsdienstige organisatie.

## 1967-1987
Na de verkiezingen van 1967 besloot Pengel een coalitie te vormen van NPS, Actiegroep/Partij van de Landbouw en SDP waarmee er een einde kwam aan de verbroederingspolitiek. Door stakingen kwam deze regering echter in 1969 al ten val.
Bij de vervroegde verkiezingen van 24 oktober 1969 haalde het VHP-blok (VHP, Actiegroep en SRI) 19 van de 39 zetels, het PNP-blok (PNP, KTPI, PSV en PBP) 8 zetels, de NPS 11 zetels en de PNR 1 zetel. Hoewel in de daaropvolgende VHP-PNP regering het VHP-blok dus veel meer zetels had dan het PNP-blok, werd niet VHP-leider Lachmon maar Sedney premier van Suriname en minister van Algemene Zaken. Bij die keuze zal de opgelopen spanningen tussen de hindoestaanse en creoolse bevolkingsgroepen hebben meegespeeld. De VHP kreeg 5 ministerposten en Lachmon werd wederom voorzitter van de Staten.
In 1973 zou gekozen worden voor de huidige naam: Vooruitstrevende Hervormings Partij. Met deze naamswijziging wilde men benadrukken dat de partij niet alleen openstond voor Surinamers van Hindoestaanse afkomst, maar voor alle Surinamers.
Bij de verkiezingen van november 1973 behaalde de PNP van Sedney geen enkele zetel en werden de 39 zetels verdeeld tussen de Nationale Partij Kombinatie (NPK; bestaande uit NPS, PNR, PSV en KTPI) met 22 zetels en de VHP met 17 zetels. Drie maanden later kondigde premier Arron opeens aan dat hij voor het einde van 1975 onafhankelijkheid van Suriname wilde bereiken. De VHP vond het daarvoor te vroeg. Midden 1975 verlieten Somohardjo, Liesdek-Clarke en Lee Kong Fong de NPK en vormden een driemansfractie zodat de NPK nog maar op 19 van de 39 zetels kon rekenen. Spoedig daarna was Lee Kong Fong enige tijd onvindbaar (hij zou ondergedoken zijn na intimidatie door partijgenoten) zodat de verhoudingen in de Staten 19 tegen 19 was en er geen besluiten meer genomen konden worden. Terwijl de onderhandelingen met Nederland vorderde ontbrak het de regering dus aan een gewone meerderheid in de Staten, laat staan een ruime meerderheid die nodig was om de nieuwe grondwet goed te keuren. Toen er ook nog eens onrust in het land uitbrak met onder andere brandstichtingen en een mislukte moordaanslag op Arron, besloot het VHP statenlid Hindori de regering te steunen om een mogelijke burgeroorlog te voorkomen. Hoewel Hindori door deze stap binnen zijn partij verguisd werd besloot de VHP in deze nieuwe situatie om toch maar met de NPK samen te werken aan een nieuwe grondwet en zich neer te leggen bij de snelle onafhankelijkheid die op 25 november 1975 een feit werd.

### Afgezet door Desi Bouterse
In 1977 won de NPK in een iets gewijzigde samenstelling opnieuw 22 van de 39 zetels. De overige zeventien gingen naar de Verenigde Democratische Partij die bestond uit VHP, Pendawa Lima, SPS en PALU. Als gevolg van de Sergeantencoup in februari 1980 onder leiding van Desi Bouterse kwam aan deze regering voortijdig een einde.

## Na demilitaire dictatuur
Na het herstel van de democratie in 1987 vormden KTPI, NPS en VHP het Front voor Democratie en Ontwikkeling dat veertig van de 51 zetels won bij de verkiezingen van dat jaar. Nog nooit eerder had een politieke combinatie zoveel zetels weten te bemachtigen. Lachmon werd parlementsvoorzitter en de VHP mocht naast vijf ministers ook de president leveren: Ramsewak Shankar.
Door de telefooncoup van december 1990 werd Shankar afgezet en waren vervroegde verkiezingen noodzakelijk. De SPA sloot zich aan bij het Front voor Democratie en Ontwikkeling waarna het samenwerkingsverband hernoemd werd tot het Nieuw Front (NF). Het NF haalde bij de verkiezingen van 1991 nog maar 30 van de 51 zetels wat nog wel genoeg was voor een meerderheid. Ronald Venetiaan werd namens de Nationale Partij Suriname voor de eerste keer president met de VHP'er Jules Ajodhia als vicepresident, de VHP kreeg vijf ministerposten.

## Dissidenten en ontstaan BVD
In 1996 was er een groep dissidenten binnen de VHP die eerst binnen die partij onder de naam Beweging voor Demokratie-VHP (BVD-VHP) functioneerden en later hun eigen partij oprichtten: de Basispartij voor Vernieuwing en Democratie (BVD). Bij de verkiezingen van 23 mei 1996 maakte de VHP wederom deel uit van het NF, maar van de negen VHP parlementariërs stapten er vijf op waaronder Marijke Djwalapersad. Deze vijf BVD'ers hielpen de Wijdenbosch-regering aan een meerderheid waarvoor ze vier ministers en de vicepresident mochten leveren. Hoewel de VHP in de oppositie zat werd Lachmon in juli 1996 herkozen als parlementsvoorzitter. Enkele maanden later trad hij af omdat hij zich niet kon vinden in de regering van Wijdenbosch waarna Djwalapersad hem opvolgde.
Bij het aantreden van Santokhi in juli 2011 als voorzitter van de VHP keerde Djwalapersad terug naar de VHP. Santokhi was blij hiermee en riep alle andere ex-VHPers op om terug te keren naar hun "moederpartij". Tegenwoordig is de BVD samengesmolten met de Nationale Democratische Partij van Desi Bouterse. Dit gebeurde onder leiding van voorzitter Dilip Sardjoe.

## 2000-2010
Na vervroegde verkiezingen in 2000 kwam het Nieuw Front, waar de VHP onderdeel van is, weer in de regering. In dat jaar werd Venetiaan voor de tweede keer president met wederom Jules Ajodhia als vicepresident. Lachmon kwam terug als DNA-voorzitter maar hij overleed in oktober 2001 waarmee ook een einde kwam aan zijn voorzitterschap van de VHP. Ramdien Sardjoe nam beide functies over.
Na de verkiezingen van 2005 ging het aantal zetels van het NF terug van 33 naar 23 en het aantal VHP-ministers terug van vijf naar vier. Paul Somohardjo van de regeringspartij Pertjajah Luhur wilde graag vicepresident worden, maar vanwege een eerdere veroordeling werd besloten om Sardjoe als vicepresident aan te stellen zodat Somohardjo hem kon opvolgen als DNA-voorzitter.

### VHP-Ministers regeerperiode 1991-1996 (5 van de 16 ministersposten)
- Subhas Mungra - minister van Buitenlandse Zaken
- Tjan Gobardhan - minister van Economische Zaken (Handel en Industrie)
- Soeshiel Girjasing - minister van Justitie en Politie
- Radjkoemar Randjietsingh - minister van Openbare Werken
- Rakieb Khudabux - minister van Volksgezondheid

### VHP-Ministers regeerperiode 2000-2005 (5 van de 16 ministersposten)
- Urmila Joella-Sewnundun - minister van Binnenlandse Zaken
- Stanley Raghoebarsing - minister van Planning en Ontwikkelingssamenwerking
- Geetapersad Gangaram Panday - minister van Landbouw, Veeteelt en Visserij
- Dewanand Balesar - minister van Openbare Werken
- Rakieb Khudabux - minister van Volksgezondheid

### VHP-Ministers regeerperiode 2005-2010 (4 van de 17 ministersposten)
- Maurits Hassankhan - minister van Binnenlandse Zaken
- Chan Santokhi - minister van Justitie en Politie
- Stanley Raghoebarsing - minister van Landbouw, Veeteelt en Visserij
- Ganeshkoemar Kandhai - minister van Openbare Werken

### VHP-Ministers regeerperiode 2020-2025 (8 van de 17 ministersposten)
- Albert Ramdin - minister van Buitenlandse Zaken, Internationale Business en Internationale Samenwerking
- Armand Achaibersing - minister van Financiën en Planning (2020-2022)
  - Stanley Raghoebarsing - opvolger (2022-heden)
- Amar Ramadhin - minister van Volksgezondheid
- Rishma Kuldipsingh - minister van Arbeid, Werkgelegenheid en Jeugdzaken (2020-2022)
  - Steven Mac Andrew - opvolger (2020-heden)
- Krishna Mathoera - minister van Defensie
- Riad Nurmohamed - minister van Openbare Werken
- Prahlad Sewdien - minister van Landbouw, Veeteelt en Visserij
- Saskia Walden - minister van Economische Zaken, Ondernemerschap en Technologische Innovatie (2020-2022) 
  - Rishma Kuldipsingh - opvolger (2022-heden)

### Verkiezingen van 2025
Chan Santokhi is de lijsttrekker tijdens de verkiezingen van 2025. Op de lijst van de VHP staan kandidaten uit alle bevolkingsgroepen uit geheel Suriname.

## Tijdperk Santokhi
Vanwege zijn succesvolle periode als minister en zijn confrontatie met Desi Bouterse steeg de populariteit van Chan Santokhi enorm binnen de VHP. Er was al vrij lang een roep binnen de VHP om Santokhi meer macht in de partij te geven. Zo wilde een groot deel van de VHP-aanhangers Santokhi als lijsttrekker voor de VHP in het district Wanica bij de parlementsverkiezingen van mei 2010. Maar de partijleiding was het hier oneens mee en plaatste Santokhi op nummer zeven van de kandidatenlijst (aanvankelijk was Santokhi de lijsttrekker, maar later besloot toenmalig voorzitter Ramdien Sardjoe deze positie aan Radjkoemar Randjietsingh te geven). Het argument hiervoor was dat Santokhi "in het belang van de partij", gezien zijn populariteit, een betere rol te vervullen had als lijstduwer.
Ondanks het feit dat Santokhi laag op de kieslijst van de VHP was geplaatst, lukte het hem om op een na landelijk de meeste stemmen te halen bij de verkiezingen. Alleen Desi Bouterse kreeg meer stemmen. Santokhi werd in juli 2010 namens het Nieuw Front voorgedragen als kandidaat voor de presidentsverkiezingen in het parlement. Zijn tegenkandidaat was Desi Bouterse. Doordat de A-Combinatie van Ronnie Brunswijk en de VolksAlliantie van Paul Somohardjo, de oude partners van het Nieuw Front, hun steun gaven aan de Megacombinatie, werd Bouterse en niet Santokhi gekozen tot president van Suriname. Het Nieuw Front, en dus ook de VHP, belandde na tien jaar weer in de oppositie. Het is de tweede keer sinds de herinvoering van de democratie in 1987 dat de VHP in de oppositie terechtkwam. De eerste keer was na de verkiezingen van 1996, toen vijf parlementariërs van de VHP (onder de naam BVD-VHP) en de gehele KTPI-fractie overliepen naar de NDP.
Op 3 juli 2011 droeg Ramdien Sardjoe op 75-jarige leeftijd de voorzittershamer over aan Chan Santokhi nadat deze de interne VHP verkiezingen met 85.6% won. Ramdien Sardjoe werd na de benoeming van Santokhi tot de nieuwe voorzitter van de partij benoemd tot erevoorzitter van de VHP.
Tijdens de verkiezingen van 2015 deed de VHP mee in de alliantie V7. Santokhi werd door V7 naar voren geschoven als de presidentskandidaat. De alliantie behaalde 18 zetels.

### Transformatie naar multi-etnische partij
Vanaf het aantreden van Santokhi zette zich een groei van het aantal leden in. Ook veranderde de samenstelling van de achterban naar een multi-etnische partij. Zo had tijdens de verkiezingen van 2015 92% van de kandidaten een hindoestaanse achtergrond en tijdens de verkiezingen van 2020 was dit gehalveerd tot 45%. De andere VHP-kandidaten in 2020 bestaan verder voor 21% uit marrons, 14% uit creolen en 14% uit Javanen. Daarnaast is de religieuze achtergrond diverser en is 39% van de kandidaten een vrouw, terwijl dit in 2015 nog 15% was. Op de kandidatenlijsten van de tien districten staan vijf vrouwelijke en vijf mannelijke lijsttrekkers. De VHP presenteerde kort voor de verkiezingen een wederopbouwprogramma met concrete plannen om Suriname uit de economische en coronacrisis te halen.
De partij deed in alle districten mee tijdens de verkiezingen van 2020 en verwierf 20 zetels.

## Grondbeginselen[16]
De VHP is een politieke organisatie die zich in haar politiek laat leiden door idealistische en staatkundige beginselen, de Grondwet, en internationale verdragen. De volgende 10 grondbeginselen worden door de VHP geacht de basis te vormen voor duurzame ontwikkeling van Suriname:
1. De VHP streeft naar een harmonieuze Surinaamse samenleving welke haar krachten put uit de vrijheid en verscheidenheid in religie, etniciteit, cultuur, persoonlijke overtuiging, democratie en vrije meningsuiting.
2. De VHP staat voor verbroedering, natieversterking en solidariteit.
3. De VHP staat voor een democratische rechtsstaat met scheiding van de drie machten en geeft invulling aan haar politiek bestuurlijk beleid via sociaaldemocratische en sociaal liberale principes.
4. De VHP staat voor een staatsbestuur gebaseerd op de principes van goed bestuur, sterke overheidsinstituten, openbaarheid, voorspelbaarheid, transparantie en decentralisatie.
5. De VHP staat voor vrijheid, gelijkheid en broederschap.
6. De VHP staat voor hoogwaardig onderwijs, persoonlijke ontplooiing, emancipatie en het ontwikkelen van talenten.
7. De VHP staat voor het vergroten van het nationaal inkomen, welvaart, welzijn en sociale rechtvaardigheid voor iedere burger: het rechtvaardig verdelen van het nationaal inkomen en het garanderen van bestaanszekerheden zoals werkgelegenheid, en woon- en leefvoorzieningen voor iedere burger.
8. De VHP staat voor een sociaal liberale samenleving met een gereguleerde vrijemarkteconomie, diversificatie van de economie, en ondernemerschap.
9. De VHP staat voor de groene ontwikkeling van Suriname, waarbij de balans tussen economie en duurzame ontwikkeling vraagt om politieke keuzes voor o.a. smart agrarische productie, natuurontwikkeling, milieuvriendelijke productie, ICT-ontwikkeling en mobiliteit, schone en leefbare buurten en stadsontwikkeling, en duurzame energieproductie.
10. De VHP zet zich in voor wereldwijde vrede, veiligheid, gelijkwaardigheid en staat voor dialoog en internationale samenwerking met gelijkdenkende landen.

## Adviesraad
De partij heeft een Adviesraad die uit 35 leden bestaat. Deze staat de partij bij met politieke adviezen. Als er belangrijke beslissingen genomen moeten worden, wordt advies ingewonnen. Oud president Ramsewak Shankar is voorzitter van de Adviesraad.

## Voorzitters
De partij heeft vier voorzitters gehad sinds de oprichting:
- 16 januari 1949 - 18 oktober 2001: Jagernath Lachmon (52 jaar, 9 maanden en 2 dagen)
- 18 oktober 2001 - 23 december 2001: Jnan Hansdev Adhin (2 maanden en 5 dagen)
- 23 december 2001 - 3 juli 2011: Ramdien Sardjoe (9 jaar, 6 maanden en 10 dagen)
- 3 juli 2011 – heden: Chandrikapersad Santokhi